# Église Saint-Georges du Puy-en-Velay
Pour les articles homonymes, voir Église Saint-Georges.
L'église Saint-Georges du Puy-en-Velay est un monument situé dans la ville du Puy-en-Velay dans le département de la Haute-Loire.

## Histoire
L'ancienne église Saint-Georges est inscrite au titre des monuments historiques par arrêté du 23 septembre 1949.

## Description

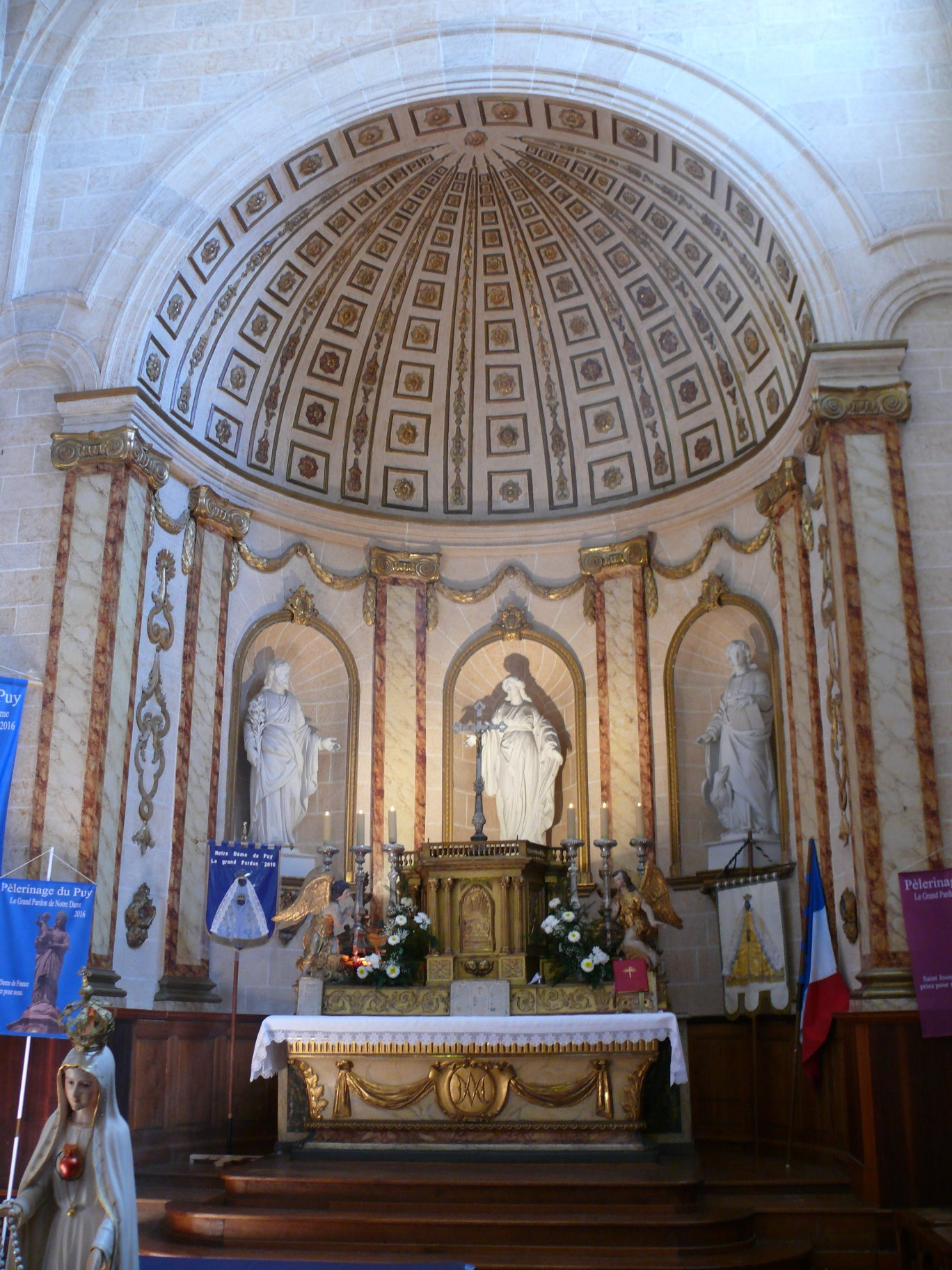
La chœur de l'église.